# Saviem TP3
Der Saviem TP3 ist eine Allrad-Version des Renault Super Goélette SG2 bzw. Saviem SG2. Der Renault Saviem SG2 mit Allradantrieb wurde auf der Militärausstellung Satory 1969 vorgestellt. Er trat die Nachfolge des Renault R2087 in den gleichen Versionen Pritschenwagen und Fahrgestell mit Verdeckaufbau und klappbarer Windschutzscheibe an. In der französischen Armee ersetzte das Modell den Simca SUMB.

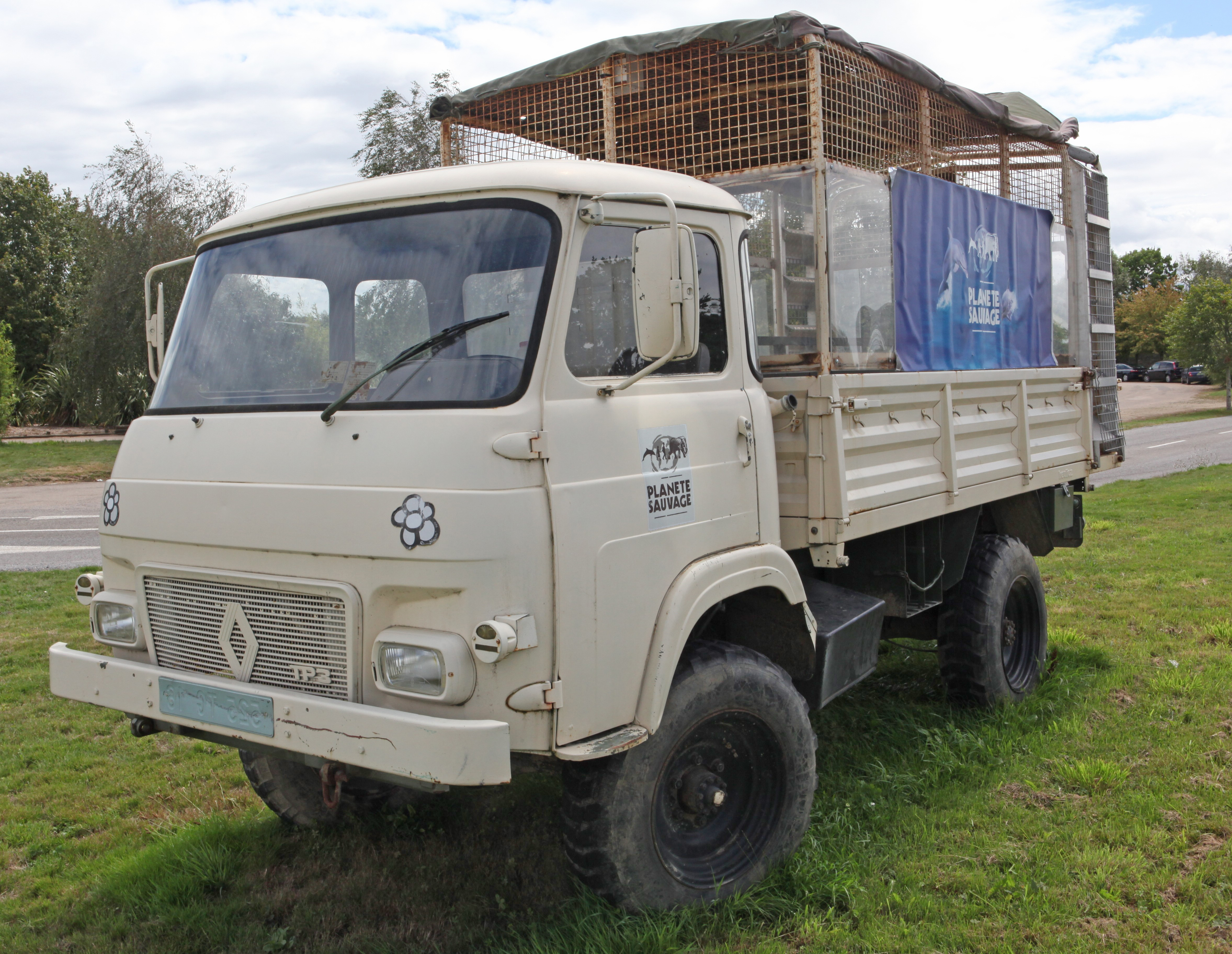
Saviem TP3 mit Pritsche

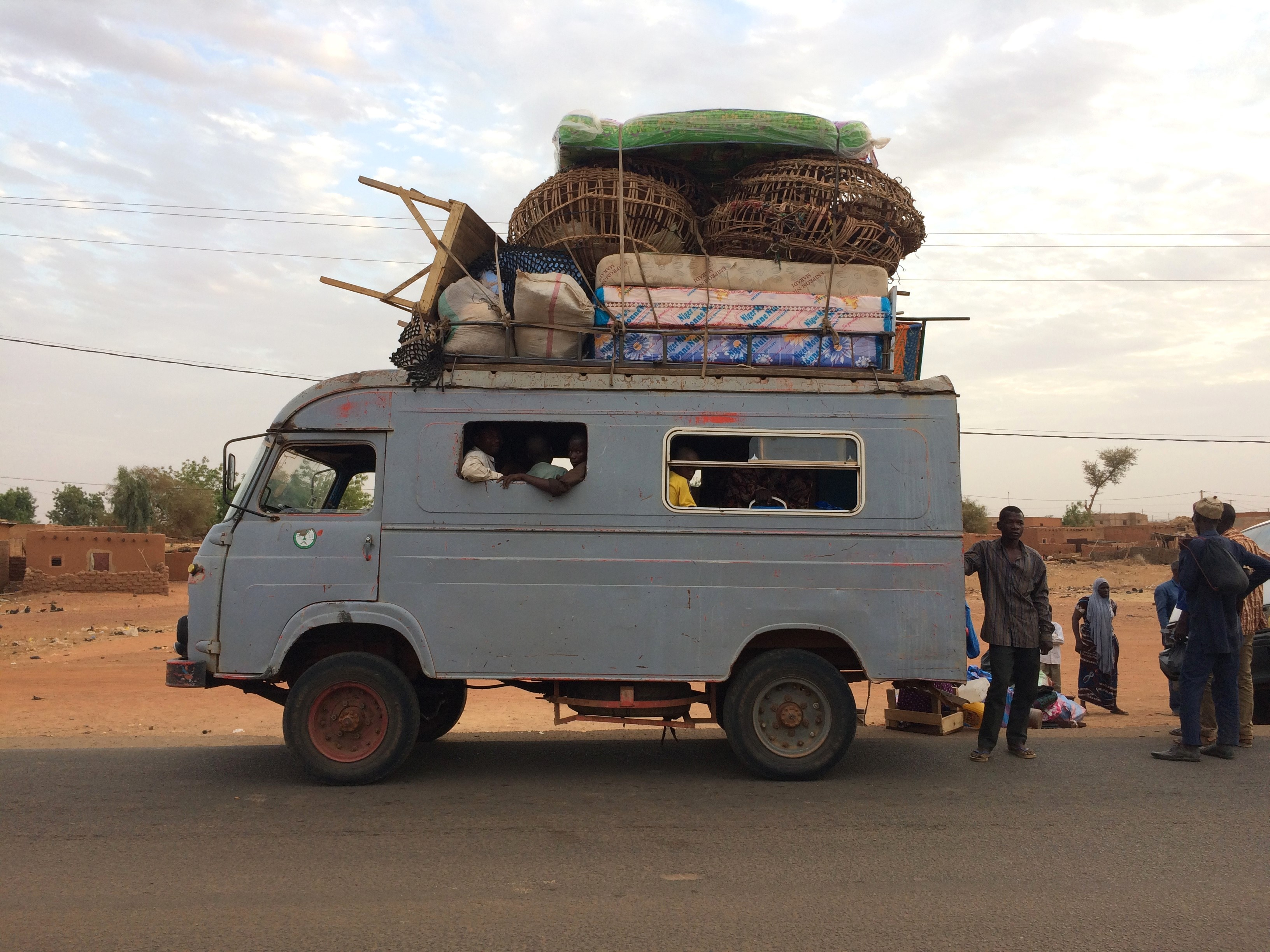
Als "Taxi-Brousse" in Afrika (2019)

Ab dem Modelljahr 1971 gab es den Saviem TP3 4x4 auch für den Zivilgebrauch. Hierbei handelte es sich um einen Kastenwagen mit Allradantrieb und einer Nutzlast von 1,2 Tonnen. Als Antrieb kamen ein 2,6-Liter-Ottomotor als auch ein 3,3-Liter-Dieselmotor mit Direkteinspritzung unter Lizenz von MAN mit jeweils 75 PS und 4-Gang-Schaltgetriebe zum Einsatz. Das Leergewicht wurde mit 3900 kg angegeben.
Von dem Modell wurden 10.836 Exemplare produziert.
Die französische Armee ersetzte ihre Exemplare durch von Dangel auf Allradantrieb umgerüstete Varianten von Citroën C25 und Peugeot J5.